# Траверс Сити (Мичиген)
Траверс Сити (Мичиген) (енгл. Traverse City) град је у америчкој савезној држави Мичиген. По попису становништва из 2010. у њему је живело 14.674 становника.

## Демографија
Према попису становништва из 2010. у граду је живело 14.674 становника, што је 142 (1,0%) становника више него 2000. године.
| Група             | 2000.          | 2010.          |
| Белци             | 13.803 (95,0%) | 13.692 (93,3%) |
| Афроамериканци    | 95 (0,7%)      | 103 (0,7%)     |
| Азијати           | 72 (0,5%)      | 99 (0,7%)      |
| Хиспаноамериканци | 242 (1,7%)     | 280 (1,9%)     |
| Укупно            | 14.532         | 14.674         |